# Aspect (taalkunde)
Aspect is de grammaticale categorie die weergeeft hoe een taalgebruiker de (interne) temporele structuur van handelingen bekijkt. De categorie bestaat in diverse talen, maar is niet altijd duidelijk morfologisch gemarkeerd; als dit het geval is, is er vaak een vermenging met de markering van de categorie tempus (werkwoordstijd), die een handeling relatief in de tijd plaatst. Het geheel van grammaticale, lexicale en semantische aspecten in een zin staat bekend als aspectualiteit.
Binnen de Indo-Europese taalfamilie is het begrip aspect in het bijzonder van toepassing op de grammatica van de Slavische talen, met name omdat het daar ook een morfologische (en daardoor zeer zichtbare) categorie is.
De verbinding tussen de tijdelijke structuur van handelingen en aspect is heel omstreden. In het bijzonder in de Angelsaksische taalwetenschap wordt het aspect als niet meer dan een deeltje beschouwd, dat de tijdsstructuur van een zin aanduidt ("Perfectieve zinnen hebben een statief karakter."). Aan de andere kant wordt aspect in de slavistiek veelal uitsluitend als een morfologische categorie van het werkwoord beschouwd omdat in talen zoals Russisch werkelijk een combinatie van de tijdsstructuur van werkwoorden en de aspecten perfectief en imperfectief bestaat. Een dergelijke samenval komt in de meeste talen echter niet voor. In veel theorieën over het aspekt is er sprake van een dichotomie tussen de tijdstructuur of Aktionsart en het aspect.
Een verouderde (want te beperkte), maar desondanks zeer bekende indeling is die van Z. Vendler in toestanden (states), activiteiten (activities), voltooiingen (accomplishments) en successen (achievements). Een toestand is een handeling van een zeer grote tijdelijke stabiliteit, dus kan men wel zeggen
"Ik ben aan het lopen"
maar niet
"Ik ben aan het weten."
De accomplishment heeft een doel, maar de activiteit niet, en de achievement gebeurt meteen zonder voorbereiding, dus zegt men ook niet
"I'm finding it."
De welgevormdheid van dit soort zinnen is taalspecifiek, hetgeen aangeeft dat ook de indeling in zulke categorieën taalspecifiek is. In het Latijn is er bijvoorbeeld een categorie waar ook het beginpunt van een handeling meteen binnenkomt: scivi (perfectief) 'ik heb dat ervaren', scio (eenvoudige tegenwoordige tijd, dus imperfectief) 'ik weet dat'. Het Nederlandse werkwoord 'weten' drukt alleen een toestand uit, het Latijnse werkwoord ook 'te weten komen'.
Aspect of aspectualiteit is dan het geheel van concepten als perfectief, imperfectief, progressief en teliciteit, die met deze tijdsstructuurcategorieën interageren. Perfectieve en telische vormen laten zien dat een handelingsgrens bereikt en/of scherp afgebakend is, terwijl imperfectieve en progressieve aangeven dat de handeling nog aan de gang is, waarbij het eventuele eindpunt en/of doel buiten beschouwing wordt gelaten.
Het perfectum geeft - bijvoorbeeld in het Engels en Nederlands - dikwijls weer dat de relevantie van de voltooide handeling doorloopt tot in het heden, ofwel dat het resultaat van rechtstreeks belang is voor het heden.